# Niimi Nishiki
Pour les articles homonymes, voir Niimi (homonymie).
Niimi Nishiki (新見 錦, Niimi Nishiki), né vers 1836 (Tenpō 7) dans le domaine de Mito et mort le 25 octobre 1863 (15e jour du 9e mois, Bunkyū 3) à Kyoto, est un rōnin japonais, membre du Mibu Rōshi (ja), faction de samouraïs, ancêtre du Shinsen gumi, importante milice tâchée de garder l'ordre à Kyoto par le shogunat Tokugawa.
Il rejoint plus tard le Shinsen gumi, et devient l'un de ses hauts dirigeants avec Kondō Isami et Serizawa Kamo, avant d'être remis au rang de vice-commandant. Il est contraint au seppuku après avoir enfreint le code de conduite du groupe, mettant la réputation du groupe en danger.

## Biographie
Peu d'information est su au sujet de l'enfance de Niimi, mais plusieurs documents attestent qu'il vient du domaine de Mito, centré autour de la ville de Mito, aujourd'hui dans la préfecture d'Ibaraki. Étant donné qu'il est mort à vingt-huit ans, on situe son année de naissance à 1836, mais la date exacte est inconnue.
Il apprend le maniement de l'épée d'Okada Sukeemon (岡田 助右衛門) et obtient sa licence de l'école Shindō Munen-ryū (en) (神道無念流).
En février 1863, Kiyokawa Hachirō (ja) (清河 八郎) réussit à convaincre le shogun de le laisser former le Rōshi gumi, faction de samouraïs qui protégeront le shogun en route d'Edo vers Kyoto. Niimi rejoint la faction et devient un chef subordonné du troisième groupe. Kondō Isami et Serizawa Kamo faisaient aussi partie de la faction. Niimi avait déjà une certaine notoriété à l'époque, puisqu'on l'avait nommé chef, et cinq disciples de l'école Tennen Rishin-ryū lui avait été affectés, dont Inoue Genzaburō et Okita Rintarō, futurs membres du Shinsen gumi et du Shinchō-gumi (ja) respectivement.
Le 8 février, Niimi quitte Edo et rejoint la capitale le 23 février. Avec Kasuya Shingorō (ja) (粕谷 新五郎), aussi du domaine de Mito, il reste à la résidence de Nanbu Kamejirō (南部 亀次郎). Kondō et Serizawa restent quant à eux à la résidence de Yagi Gen'nojō (ja) (八木 源之丞), mais selon Yagi Tamesaburō (八木 為三郎), fils de Gen'nojō, Niimi aurait aussi passé du temps chez les Yagi avec Serizawa. Le 27 février, Kiyokawa ordonne au groupe de retourner à Edo, mais lui, Kondō et Serizawa décident de rester à Kyoto. Le groupe de Kyoto était alors composé de Serizawa, Kondō, Niimi et cinq autres hommes de Mito, Hijikata Toshizō, Yamanami Keisuke, Okita Sōji et huit autres hommes du dojo de Shieikan (ja) (試衛館), rejoints par Tonouchi Yoshio (ja) (殿内 義雄), Kasuya Shingorō et Negishi Yūzan (ja) (根岸 友山). Un conflit interne éclate, provoquant la mort de Tonouchi et le départ de Kasuya et Negishi. Le groupe de Kyoto se sépare alors en deux branches, celle de Mito, avec Serizawa et Niimi entre autres, et celle du Shieikan, avec Hijikata et Yamanami, entre autres.
En mars, le groupe soumet une requête à Matsudaira Katamori, seigneur du domaine d'Aizu, alors Kyoto shugoshoku, protecteur de la paix de Kyoto. Le groupe devient alors protecteur du domaine d'Aizu, et se rebaptise en Mibu Rōshi. Initialement, Niimi fait partie des trois chefs du groupe, avec Kondō et Serizawa, mais est rétrogradé en chef adjoint,. Il aurait été le confident de Serizawa, mais il a peu participé dans les activités du groupe, préférant « se livrer à la débauche, négliger ses devoirs et extorquer de l'argent à plusieurs résidences privées sous couvert de dépenses de l'unité », au dires de Nagakura Shinpachi, devenu officier dans le Shinsen gumi,. Yagi Tamesaburō raconte qu'il ne souvenait pas du tout de Niimi, et qu'il était rapidement parti, renforçant la théorie que Niimi était violent et participait peu aux activités du groupe.
Son nom apparaît aux côtés de ceux de Kondō et Serizawa sur un prêt à un marchand à Osaka réalisé en avril, mais n'apparaît pas dans le rapport de services à Matsudaira du 25 mai, ni dans le registre rédigé par Shimada Kai (ja) (島田 魁) le même mois.
Niimi Nishiki prend d'assaut le restaurant Samao (山緒) à Gion avec la faction de Kondō, où il a passé son temps à boire et à s'amuser. Il est plus tard confronté par Kondō et Serizawa, qui l'ont forcé à commettre seppuku. Il meurt le 15 septembre (25 octobre du calendrier grégorien), âgé de 28 ans. Plus tard, Serizawa et Hirayama Gorō (ja) (平山 五郎) sont assassinés, ce qui marque la fin de la faction Mito. Un article de Nagakura raconte que la décision de commettre le seppuku avait cependant été prise après que Niimi aurait harcelé le rōnin Yoshinari Tsunerō (吉成 常郎), prétendument le frère de Yoshinari Yūtarō (ja) (吉成 勇太郎), entre le 14 et le 15 août.
Même s'il était accusé de trahison et qu'il aurait dû être un ennemi pour ses actes de violence, il est tout de même enterré au sanctuaire des héros de la période Bakumatsu, le Kyōto Ryōzen Gokoku-jinja. Il aurait donc été non-seulement blâmé pour ses actes, mais principalement pour ses relations avec d'autres factions appuyant le Sonnō jōi, mouvement pour renverser l'empereur.